# 李鍾杰
李鍾杰（：／ Lee Jong-kul；1957年5月22日—），大韓民國律師出身的自由派政治人物，第16至20屆國會議員。2015年至2016年間曾任共同民主黨院內代表（國會領袖）。其祖父李會榮以獻身於與日本殖民者鬥爭而感到自豪。